# Colmegna
Colmegna è una frazione del comune di Luino, in provincia di Varese.
Al censimento del 21 ottobre 2001 contava 379 abitanti.

## Geografia fisica
Il centro abitato è sito a 210 m sul livello del mare.
Sorge sulle rive del Rio Colmegnino. È situata a circa 2,98 km dal capoluogo comunale.